# Lou Sanders
Lou Sanders es una comediante, escritora y actriz británica de Broadstairs, Kent. 

## Carrera
Como artista en vivo, Sanders actúa regularmente tanto en el Reino Unido como en todo el mundo. En 2018, su programa Shame Pig fue la ganadora del premio Comedians' Choice al mejor espectáculo en el Festival Fringe de Edimburgo y regresó al Festival en 2019 con su programa Say Hello to Your New Step Mummy .
Sanders fue declarada ganadora de la octava serie de Taskmaster en 2019, y también ha aparecido en programas de televisión como QI, Would I Lie to You, Travel Man, 8 Out of 10 Cats Does Countdown, Hypothetical, The Russell Howard Hour, Jon Richardson: Ultimate Worrier, Alan Davies: Aún sin título, 8 de 10 gatos, Red Nose Day para Comic Relief, Russell Howard's Good News, Live at the Electric y Question Team . También ha actuado en comedias de situación como This Way Up de Aisling Bea y Sick of It de Karl Pilkington . Además es una invitada regular en The Unbelievable Truth de BBC Radio 4. En 2019, Sanders apareció en Live at the Apollo de BBC Two (temporada 15, episodio 2).
Sanders solía trabajar como tramitador de quejas en Ofcom .
Como escritora, Sanders escribió y protagonizó Elderflower, coprotagonizada por Sheila Reid, Tom Rosenthal y Mike Wozniak. También ha escrito para 8 Out of 10 Cats, Mock the Week, Stand Up for the Week y Miranda Hart. Sanders ha sido un presentador invitado ocasional en Elis and John Show en BBC Radio 5 Live. Desde febrero de 2021, apareció en el programa de panel de comedia de Dave Mel Giedroyc⁣: Imperdonable.

## Vida personal
Sanders es abstemia y vegana.